# Dipaculao
Dipaculao est une municipalité de la province d'Aurora, aux Philippines.
Elle compte 25 barangays :
| - Bayabas - Buenavista - Borlongan - Calaocan - Dianed - Diarabasin - Dibutunan - Dimabuno - Dinadiawan - Ditale - Gupa - Ipil - Laboy | - Lipit - Lobbot - Maligaya - Mijares - Mucdol - North Poblacion - Puangi - Salay - Sapangkawayan - South Poblacion - Toytoyan - Diamanen |